# مارک لازاروس
مارک لازاروس (به انگلیسی: Mark Lazarus؛ زادهٔ ۵ دسامبر ۱۹۳۸ – درگذشتهٔ ۲۹ ژوئیهٔ ۲۰۲۵) بازیکن فوتبال اهل بریتانیا بود.

## سوابق باشگاهی
از جمله باشگاه‌هایی که وی در آن‌ها بازی کرده‌است، می‌توان به باشگاه فوتبال برنتفورد، باشگاه فوتبال کویینز پارک رنجرز، باشگاه فوتبال ولورهمپتون واندررز، باشگاه فوتبال لیتون اورینت، و باشگاه فوتبال کریستال پالاس، باشگاه فوتبال بارکینگ و باشگاه فوتبال وینگیت و فینشلی اشاره کرد.

## مرگ
لازاروس بر اثر بیماری در ۲۹ ژوئیهٔ ۲۰۲۵، در سن ۸۶ سالگی درگذشت.